# Services en uniforme des États-Unis
Les services en uniforme des États-Unis, traduction de l'anglais United States Uniformed Services, sont les huit composantes des forces armées des États-Unis d'Amérique. Le rôle, la mission et l'organisation hiérarchique de ces composantes armées est définie par le code Titre 10, 14, 33 et 42 du Code des États-Unis.

## Les services en uniforme
Les huit services en uniforme sont, dans l'ordre de présentation lors de cérémonies :
1. L'Armée de terre des États-Unis
2. Le Corps des Marines des États-Unis
3. La Marine des États-Unis
4. La Force aérienne des États-Unis
5. La Force spatiale des États-Unis
6. Les Garde-côtes des États-Unis
7. Le Corps commissionné du Service de santé publique des États-Unis (en)
8. Le Corps commissionné de l'Administration nationale de l'atmosphère et de l'océan

Chaque service en uniforme est géré administrativement par département exécutif fédéral ainsi que par un responsable de cabinet issu de la société civile.

## Les départements exécutifs fédéraux

### Département de la Défense
- L'armée des États-Unis (United States Army, USA) : 14 juin 1775
- Le corps des marines des États-Unis (United States Marine Corps, USMC) : 10 novembre 1775
- La marine des États-Unis (United States Navy, USN) : 13 octobre 1775
- La force aérienne des États-Unis (United States Air Force, USAF) : 18 septembre 1947
- La force spatiale des États-Unis (United States Space Force, USSF) : 20 décembre 2019

### Département de la Sécurité intérieure
- Les Garde-côtes (United States Coast Guards, USCG): 4 août 1790

Note : Le U.S. Coast Guard était rattaché au département des Transports de 1967 à 2002. Avant 1967, il était rattaché au département du Trésor.

### Département de la Santé et des Services sociaux
- Le corps commissionné du service de Santé public des États-Unis (United States Public Health Service Commissioned Corps, PHSCC) : 4 janvier 1889

### Département du Commerce
- Le corps commissionné de l'Administration nationale de l'Atmosphère et de l'Océan (National Oceanic and Atmospheric Administration Commissioned Officer Corps, NOAA Corps) : 22 mai 1917

## Définitions statutaires
Les sept services en uniforme sont définis ainsi par le Code des États-Unis :
« 
Le terme « services en uniforme » veut dire :
(A) les forces armées;
(B) les corps commissionnés de l'Administration Nationale de l'Atmosphère et de l'Océan; et
(C) les corps commissionnés du Service de Santé publique.
 »
Les cinq services en uniforme qui composent les Forces armées des États-Unis sont définis ainsi dans le Code :

« Le terme « forces armées » comprend l' Army (USA), la Navy (USN), l' Air Force (USAF), le Marine Corps (USMC), et le Coast Guard (USCG). »